# 菊地英治
菊地 英治（きくち えいじ）は、宗田理の小説「ぼくらシリーズ」および その派生作品に登場する架空の人物で、同作の主人公である。

## 概要
「ぼくらシリーズ」の主人公にして、いたずらと閃きの天才。シリーズ中では数多くのいたずらを考え、ぼくらの中ではトップクラスを誇る。その才能はいたずらの天才城山ひかると並び、ぼくらの中でも燦然と輝いている。また、替え歌の天才でもあり、様々な作品内に「練鑑ブルース」の替え歌が出てくる。

## 登場巻
(横浜開港編以外すべて)
- ぼくらの七日間戦争
- ぼくらの天使ゲーム
- ぼくらの大冒険
- ぼくらのデスマッチ
- ぼくらの危バイト作戦
- ぼくらのC計画
- ぼくらの修学旅行
- ぼくらの㊙学園祭
- ぼくらの七人の盗賊たち
- ぼくらの秘島探検隊
- ぼくらの最終戦争
- ぼくらの大脱走
- ぼくらの恐怖ゾーン
- ぼくらのメリークリスマス
- ぼくらのミステリー列車
- ぼくらの『第九』殺人事件
- ぼくらの秘密結社
- ぼくらの『最強』イレブン
- ぼくらの校長送り
- ぼくらのコブラ記念日
- ぼくらの魔女戦記I 黒ミサ城へ
- ぼくらの魔女戦記II 黒衣の女王
- ぼくらの魔女戦記III 黒ミサ城脱出
- ぼくらのロストワールド
- ぼくらの卒業旅行（グランドツアー）
- ぼくらののら犬砦
- ぼくらのグリム・ファイル探険（上）
- ぼくらのグリム・ファイル探険（下）
- ぼくらのラストサマー
- ぼくらの悪魔教師
- ぼくらの特命教師
- ぼくらの失格教師
- ぼくらの魔女教師
- ぼくらの第二次七日間戦争 援交をぶっとばせ!
- ぼくらの第二次七日間戦争 再生教師
- ぼくらの第二次七日間戦争 グランド・フィナーレ!

## 人物

### 来歴

#### 中学生
相原徹、安永宏、天野司、宇野秀明、日比野朗、柿沼直樹、中尾和人、谷本聡、佐竹哲朗、立石剛、中山ひとみ、堀場久美子、橋口純子、朝倉佐織などと共に、親や先生（セン公）に歯向かい、いたずらの限りを尽くす。サッカー部に所属していたが、七日間戦争の影響でサッカー部が解散、一時的に剣道部に所属していたことがある。

#### 高校生
高校は相原徹と同じくN高に進学、その後すぐに、瀬戸内海の曙学園にて三矢麻衣を救出。また、再びサッカー部に所属し、三年生の引退後には潰れかけていたサッカー部をイタリアからの帰国子女と転校生と共に復活させた。父英介がAA商事を立ち上げると手伝いをする。

#### 大学生
一浪しながら、教師である北原の手伝いをし、勝鬨中学の教師補佐をする過程で教師になることを決意する。大学では言語学を専攻する。

#### 卒業後
大学を卒業した英治は進路を完全に教師に定めた。現代の醒めた子どもたちに熱いぼくらの心を伝えていくことを胸に、悪魔教師として日本中の中学校を渡り歩いている。英治は自分自身が悪辣な教師となることによってクラスのねじれた既成秩序を一時的に破壊し、その上で団結力を植えつけさせるという方法で子供たちに熱意を伝えていった。

### 性格
白血病の中川冴子を気遣うなど、優しい性格。その優しさは、冴子のことが好きなのではないかと誤解されるほどであった。一方で、シリーズを通していたずらと閃きの天才と評され、事あるごとに活躍する。